# Vaulnaveys-le-Bas
Vaulnaveys-le-Bas är en kommun i departementet Isère i regionen Auvergne-Rhône-Alpes i sydöstra Frankrike. Kommunen ligger i kantonen Vizille som tillhör arrondissementet Grenoble. År 2022 hade Vaulnaveys-le-Bas 1 379 invånare.

## Befolkningsutveckling
Antalet invånare i kommunen Vaulnaveys-le-Bas
Referens:INSEE